# Le Chien (Tourgueniev)
Pour les articles homonymes, voir Le Chien.
Le Chien est une courte nouvelle fantastique de l'écrivain russe Ivan Tourgueniev publiée en 1866. 
La nouvelle paraît en français la même année.

## Résumé
À la veillée, devant un groupe de notables assemblées à Saint-Pétersbourg, Porphyre Kapitonych, un modeste propriétaire du gouvernement de Kalouga, ancien hussard, ose affirmer que le surnaturel existe, et qu'il en a fait l'expérience. Pour convaincre les sceptiques, il raconte que sur ses terres, un soir, au moment de se coucher, il entend un chien qui remue sous son lit. Il appelle son domestique qui, avec un bougie, regarde partout. Pas de chien. Et l'homme de pouvoir enfin dormir. Or, la nuit suivante, le même manège reprend. Il n'a pas sitôt soufflé la bougie et grimpé sur sa couche que ce diable de chien est encore là. Il rallume. Pas de chien. Et pendant six semaines, le phénomène se reproduit.
Arrive un de ses voisins qu'il prie un soir de rester à coucher. On dresse un lit dans la même chambre. Chacun souffle sa bougie, et le toutou révèle sa présence en sortant de sous le lit de Porphyre, traverse la pièce, griffe le sol de ses coups de patte et secoue les oreilles. Mais quand le voisin gratte une allumette, le chien a disparu. Le voisin est terrorisé. Le lendemain, il conseille à son hôte d'aller voir un vieux sage. Porphyre s'y rend et dort chez lui, mais le même phénomène se produit sans que le sage puisse lui apporter une solution. Il en est de même pour chez tous les gens que voit Porphyre jusqu'à ce qu'il trouve le moyen de régler lui-même la chose : il achète un chiot. 
Il se fait dire toutefois que le phénomène surnaturel n'est pas résolu, qu'il y a là un présage, un avertissement : la présence d'un chien devrait lui être bénéfique. Et en effet, une nuit, une bête monstrueuse jaillit de l'ombre et s'en prend à lui. Le jeune chien s'interpose, se fait tuer, mais lui sauve la vie.

## Éditions françaises
- Le Chien, traduit par Chtcherbane, dans Le Nord, 1866
- Le Chien, traduit par Françoise Flamant, dans Romans et nouvelles complets, tome II, Paris, Éditions Gallimard, « Bibliothèque de la Pléiade », 1982, 18 pages.